# Preise der Stadt Wien
Die Preise der Stadt Wien werden seit 1947 jährlich in mehreren Kategorien vergeben. Aktuell (Stand 2016) werden die Preise in neun Kategorien vergeben (Musik, Literatur, Publizistik, Bildende Kunst, Architektur, Geisteswissenschaft, Medizin, Naturwissenschaft und Volksbildung) und sind mit je 8.000 Euro dotiert; bis zu einer Gesamtsumme von 96.000 Euro.
Die Preise der Stadt Wien für Bildende Kunst wurden bis zum Jahr 2001 in den Unterkategorien „Angewandte Kunst, Bildhauerei und Malerei/Grafik“ vergeben. Seit 2002 werden sie jährlich ohne Nennung einer Kategorie verliehen.

## Preise der Stadt Wien
- Preis der Stadt Wien für Architektur
- Preis der Stadt Wien für Bildende Kunst
- Preis der Stadt Wien für Literatur
- Preis der Stadt Wien für Musik
- Preis der Stadt Wien für Publizistik
- Preis der Stadt Wien für Volksbildung
- Preis der Stadt Wien für Geistes- und Sozialwissenschaften
- Preis der Stadt Wien für Medizinische Wissenschaften
- Preis der Stadt Wien für Natur- und Technische Wissenschaften
- Medienkunstpreis (2024: Ruth Schnell)[3]

## Förderungspreise der Stadt Wien
- Förderungspreis der Stadt Wien für Architektur
- Förderungspreis der Stadt Wien für Bildende Kunst
- Förderungspreis der Stadt Wien für Literatur
- Förderungspreis der Stadt Wien für Musik
- Förderungspreis der Stadt Wien für Wissenschaft
- Förderungspreis der Stadt Wien für Volksbildung

## Sonstige Preise
- Ernst-Krenek-Preis
- Nestroy-Theaterpreis[4]